# Europese PGA Tour 1980
De Europese PGA Tour 1980 was het negende seizoen van de Europese PGA Tour en werd georganiseerd door de Britse Professional Golfers' Association. Het seizoen bestond uit 24 toernooien.
Dit seizoen stond er drie nieuwe toernooien op de kalender: het Newcastle Brown "900" Open, het Merseyside International Open en de Bob Hope British Classic. De Match Play Championship, het Portugees Open, het Belgisch Open en de Trophée Lancôme verdwenen van de kalender.

## Kalender
| Data  | Data  | Toernooi                             | Baan                               | Land                     | Winnaar              | Score     | Info                                                  |
| ----- | ----- | ------------------------------------ | ---------------------------------- | ------------------------ | -------------------- | --------- | ----------------------------------------------------- |
| 17-04 | 20-04 | Italian Open                         | Circolo del Golf Roma Acquasanta   | Italië                   | Massimo Mannelli     | 276 (-8)  |                                                       |
| 24-04 | 27-04 | Madrid Open                          | Real Club de la Puerta de Hierro   | Spanje                   | Seve Ballesteros     | 270 (-18) |                                                       |
| 01-05 | 04-05 | Benson and Hedges Spanish Open       | Club de Golf Escorpión             | Spanje                   | Eddie Polland        | 276 (-12) |                                                       |
| 08-05 | 11-05 | Paco Rabanne Open de France          | Golf de Saint-Cloud                | Frankrijk                | Greg Norman          | 268 (-20) |                                                       |
| 15-05 | 18-05 | Martini International                | The Wentworth Club                 | Engeland                 | Seve Ballesteros     | 286 (-2)  |                                                       |
| 23-05 | 26-05 | Sun Alliance PGA Championship        | Royal St George’s Golf Club        | Engeland                 | Nick Faldo           | 283 (+3)  |                                                       |
| 31-05 | 03-06 | Avis Jersey Open                     | La Moye Golf Club                  | Jersey                   | José Maria Cañizares | 281 (+1)  |                                                       |
| 07-06 | 10-06 | Newcastle Brown "900" Open           | Northumberland Golf Club           | Engeland                 | Des Smyth            | 276 (-12) | Nieuw toernooi                                        |
| 19-06 | 22-06 | Greater Manchester Open              | Wilmslow Golf Club                 | Engeland                 | Des Smyth            | 273 (-6)  |                                                       |
| 26-06 | 29-06 | Welsh Golf Classic                   | Wenvoe Castle Golf Club            | Wales                    | Sandy Lyle           | 277 (-11) |                                                       |
| 03-07 | 06-07 | Scandinavian Enterprise Open         | Vasatorps GK                       | Zweden                   | Greg Norman          | 276 (-12) |                                                       |
| 09-07 | 12-07 | Mazda Cars English Golf Classic      | Belfry Golf Club                   | Engeland                 | Manuel Piñero        | 286 (-12) |                                                       |
| 17-07 | 20-07 | The Open Championship                | Muirfield Golf Club                | Schotland                | Tom Watson           | 271 (-13) |                                                       |
| 24-07 | 27-07 | Dutch Open                           | Hilversumsche Golf Club            | Nederland                | Seve Ballesteros     | 280 (-8)  |                                                       |
| 07-08 | 10-08 | Benson and Hedges International Open | Fulford Golf Club                  | Engeland                 | Graham Marsh         | 272 (-16) |                                                       |
| 14-08 | 17-08 | Carroll's Irish Open                 | Potmarnock Golf Club               | Ierland                  | Mark James           | 284 (-4)  |                                                       |
| 21-08 | 24-08 | German Open                          | Golf- und Land-Club Berlin-Wannsee | Bondsrepubliek Duitsland | Mark McNulty         | 280 (-8)  |                                                       |
| 28-08 | 31-08 | Swiss Open                           | Golf Club Crans-sur-Sierre         | Zwitserland              | Nick Price           | 267 (-21) |                                                       |
| 04-09 | 07-09 | European Open                        | Walton Heath Golf Club             | Engeland                 | Tom Kite             | 284 (-8)  |                                                       |
| 11-09 | 13-09 | Merseyside International Open        | Royal Liverpool Golf Club          | Engeland                 | Ian Mosey            | 222 (+6)  | Nieuw toernooi Toernooi afgewerkt in drie speelronden |
| 18-09 | 21-09 | Haig Whisky TPC                      | Moortown Golf Club                 | Engeland                 | Bernard Gallacher    | 268 (-8)  |                                                       |
| 25-09 | 28-09 | Bob Hope British Classic             | Epsom Golf Club                    | Engeland                 | José Maria Cañizares | 269 (-19) | Nieuw toernooi                                        |
| 01-10 | 04-10 | Dunlop Masters                       | Marriott St Pierre Golf Club       | Wales                    | Bernhard Langer      | 270 (-14) |                                                       |
| 09-10 | 12-10 | Suntory World Match Play             | The Wentworth Club                 | Engeland                 | Greg Norman          | -         |                                                       |

## Order of Merit
De Order of Merit wordt gebaseerd op basis van een puntenstelsel en niet op basis van het verdiende geld.
| Rang | Speler               | Land                              | Prijzengeld (£) |
| ---- | -------------------- | --------------------------------- | --------------- |
| 1    | Sandy Lyle           | Schotland                         | 66.060          |
| 2    | Greg Norman          | Australië                         | 74.829          |
| 3    | Seve Ballesteros     | Spanje                            | 52.090          |
| 4    | Nick Faldo           | Engeland                          | 46.054          |
| 5    | Brian Barnes         | Schotland                         | 38.598          |
| 6    | Mark James           | Engeland                          | 33.907          |
| 7    | José Maria Cañizares | Spanje                            | 35.534          |
| 8    | Ken Brown            | Schotland                         | 33.220          |
| 9    | Bernhard Langer      | Vlag van Bondsrepubliek Duitsland | 32.395          |
| 10   | Des Smyth            | IRL                               | 31.521          |